# Mistrzostwa Europy w Biegach Przełajowych 2011
18. Mistrzostwa Europy w Biegach Przełajowych – zawody lekkoatletyczne w biegach przełajowych, które odbyły się 11 grudnia 2011 w Velenju w Słowenii.
Słoweńskie miasto został wybrane na organizatora imprezy w październiku 2008. Velenje drugi raz w historii było gospodarzem mistrzostw Europy w biegach na przełaj – poprzednio zawody tej rangi odbyły się tutaj w roku 1999.

## Rezultaty

### Mężczyźni
| Konkurencja:                 | 1. miejsce                                                                                     | Rezultat | 2. miejsce | Rezultat | 3. miejsce | Rezultat |
| Seniorzy                     | Atelaw Yeshetela Bekele                                                                        | 29:15    | Ayad Lamdassem                                                                                                | 29:20    | José Rocha | 29:21    |
| Seniorzy – drużynowo         | Francja · Hassan Chahdi · Mourad Amdouni · Mokhtar Benhari · Benjamin Malaty · (Denis Mayaud)  | 34 pkt.  | Wielka Brytania · Andy Vernon · Ryan McLeod · James Walsh · Mark Draper · (Andrew Baddeley) · (Frank Tickner) | 59 pkt.  | Hiszpania · Ayad Lamdassem · Javier Guerra · Ricardo Serrano · Youssef Aakaou · (David Solis) · (Álvaro Lozano) | 67 pkt.  |
| Młodzieżowcy U23             | Florian Carvalho                                                                               | 23:44    | James Wilkinson                                                                                               | 23:47    | Søndre Nordstad Moen                                                                                            | 23:48    |
| Młodzieżowcy U23 – drużynowo | Norwegia · Søndre Nordstad Moen · Sindre Buraas · Henrik Ingebrigtsen · Hans Kristian Fløystad | 59 pkt.  | Wielka Brytania · James Wilkinson · Mitch Goose · Derek Hawkins · Phillip Berntsen                            | 76 pkt.  | Francja · Florian Carvalho · Simon Denissel · Mattheiu Garel · Bryan Cantero                                    | 94 pkt.  |
| Juniorzy                     | Ilgizar Safiullin                                                                              | 17:49    | Richard Goodman                                                                                               | 17:51    | Władimir Nikitin                                                                                                | 17:51    |
| Juniorzy – drużynowo         | Wielka Brytania · Richard Goodman · Jonathan Hay · Kieran Clements · Niall Fleming             | 30 pkt.  | Rosja · Ilgizar Safiullin · Władimir Nikitin · Andriej Rusakow · Michaił Striełkow                            | 60 pkt.  | Francja · Romain Collenot-Spiret · Djilali Bedrani · Julien Detre · Francois Barrer                             | 103 pkt. |

### Kobiety
| Konkurencja:                 | 1. miejsce                                                                                  | Rezultat | 2. miejsce                                                                                                   | Rezultat | 3. miejsce                                                                               | Rezultat |
| Seniorki                     | Fionnuala Britton                                                                           | 25:55    | Dulce Félix                                                                                                  | 26:02    | Gemma Steel                                                                              | 26:04    |
| Seniorki – drużynowo         | Wielka Brytania · Gemma Steel · Freya Murray · Julia Bleasdale · Elle Baker · (Hattie Dean) | 42 pkt.  | Portugalia · Dulce Félix · Leonor Carneiro · Anália Rosa · Ana Dias · (Doroteia Peixoto) · (Ercilia Machado) | 51 pkt.  | Niemcy · Simret Restle · Sabrina Mockenhaupt · Verena Dreier · Susanne Hahn              | 83 pkt.  |
| Młodzieżowcy U23             | Emma Pallant                                                                                | 19:57    | Naomi Taschimowitz                                                                                           | 20:02    | Corinna Harrer                                                                           | 20:03    |
| Młodzieżowcy U23 – drużynowo | Wielka Brytania · Emma Pallant · Naomi Taschimowitz · Stephanie Twell · Hannah Walker       | 14 pkt.  | Niemcy · Corinna Harrer · Anna Hahner · Lisa Hahner · Jana Soethout                                          | 41 pkt.  | Portugalia · Carla Salomé Rocha · Catarina Ribeiro · Daniela Cunha · Sónia Catarina Lima | 77 pkt.  |
| Juniorki                     | Emelia Gorecka                                                                              | 13:13    | Ioana Doagă                                                                                                  | 13:14    | Amela Terzić                                                                             | 13:22    |
| Juniorki – drużynowo         | Wielka Brytania · Emelia Gorecka · Annabel Gummow · Gemma Kersey · Katie Holt               | 40 pkt.  | Rosja · Gulszat Fazlitdinowa · Swietłana Riazancewa · Aleksandra Gulajewa · Wiera Wasiljewa                  | 43 pkt.  | Niemcy · Gesa-Felicitas Krause · Maya Rehberg · Elena Burkard · Jannika John             | 50 pkt.  |

## Klasyfikacja medalowa
| Miejsce | Kraj            | Złoto | Srebro | Brąz | Razem |
| 1       | Wielka Brytania | 6     | 5      | 1    | 12    |
| 2       | Francja         | 2     | 0      | 2    | 4     |
| 3       | Rosja           | 1     | 2      | 1    | 4     |
| 4       | Norwegia        | 1     | 0      | 1    | 2     |
| 5       | Belgia          | 1     | 0      | 0    | 1     |
| 5       | Irlandia        | 1     | 0      | 0    | 1     |
| 7       | Portugalia      | 0     | 2      | 2    | 4     |
| 8       | Niemcy          | 0     | 1      | 3    | 4     |
| 9       | Hiszpania       | 0     | 1      | 1    | 2     |
| 10      | Rumunia         | 0     | 1      | 0    | 1     |
| 11      | Serbia          | 0     | 0      | 1    | 1     |